# 日本郵政コーポレートサービス
日本郵政コーポレートサービス株式会社（にっぽんゆうせいコーポレートサービス、英: Japan Post Corporate Service Co., Ltd.）は、東京都港区虎ノ門に本社を置く労働者派遣会社である。通称は「JP SERVICE」、略称は「JPCS」。
2022年（令和4年）6月に日本郵政スタッフ株式会社（にっぽんゆうせいスタッフ、英名: Japan Post Staff Co., Ltd.、通称: JP STAFF、JPS）より社名変更した。

## 事業内容
日本郵政グループではあるが、一般企業への労働者派遣の案件も見られる。グループ各社（日本郵政・日本郵便・ゆうちょ銀行・かんぽ生命）への労働者派遣は主に本社・支社および逓信病院での一般事務の案件が中心であり、グループ各社とも、非正規雇用では期間雇用社員や契約社員による派遣会社を通さない形での直接採用がメインとなっている。

## 事業所
出典
- 本社 - 東京都港区赤坂8-4-14　青山タワープレイス5F
- 札幌支社 - 北海道札幌市中央区北2条西4丁目3　日本郵政グループ札幌ビル4階
- 仙台支社 - 宮城県仙台市青葉区一番町1-1-34　日本郵政グループ仙台ビル新館7階
- 東京支社 - 東京都港区赤坂8-4-14　青山タワープレイス5F
- 名古屋支社 - 愛知県名古屋市中村区名駅三丁目22番8号　大東海ビル8階
- 大阪支社 - 大阪府大阪市中央区大手前1-7-31　OMMビル5階
- 福岡支社 - 福岡県福岡市中央区天神2-12-1　天神ビル本館7階
- 熊本支社 - 熊本県熊本市中央区花畑町1-1　大樹生命熊本ビル1階
- 九州BPOセンター - 熊本県熊本市中央区大江3-1-66
- 健康管理事務センター - 神奈川県川崎市川崎区南町1-1　日本生命川崎ビル7階

## 沿革
- 2007年（平成19年）
  - 7月3日 - 日本郵政スタッフ株式会社として設立。
  - 10月1日 - 業務開始。
- 2015年（平成27年）4月1日 - ツーウェイシステムの発行済株式82.87%を習得し、子会社化。
- 2016年（平成28年） - 「郵便局の求人」を終了[7]。
- 2019年（令和元年）10月1日 - 「コンタクト事業」（コールセンター事業）を子会社のJPツーウェイコンタクトに移管[9]。
- 2022年（令和4年）6月1日 - 日本郵政コーポレートサービス株式会社に社名変更[1][6]。